# Primer ministre del Togo

Blasó del Togo.

Aquesta és la llista dels primers ministres del Togo des de l'independencia en 1960 fins a l'actualitat.
| Primer ministre                                             | Primer ministre | Primer ministre        | Partit                                  | Elecció | Mandat                 | Mandat                 | Cap d'Estat      |
| Primer ministre                                             | Primer ministre | Primer ministre        | Partit                                  | Elecció | Inici                  | Fi                     | Cap d'Estat      |
| ----------------------------------------------------------- | --------------- | ---------------------- | --------------------------------------- | ------- | ---------------------- | ---------------------- | ---------------- |
|                                                             |                 | Sylvanus Olympio       | Comité de l'unité togolaise             |         | 27 d'abril de 1960     | 12 d'abril de 1961     | Sylvanus Olympio |
| Càrrec abolit entre 12 d'abril de 1961 i 27 d'agost de 1991 |                 |                        |                                         |         |                        |                        |                  |
|                                                             |                 | Joseph Kokou Koffigoh  | Coordination des forces nouvelles - CFN |         | 27 d'agost de 1991     | 23 d'abril de 1994     | Étienne Eyadéma  |
|                                                             |                 | Edem Kodjo             | Union togolaise pour la démocratie      | 1994    | 23 d'abril de 1994     | 20 d'agost de 1996     | Étienne Eyadéma  |
|                                                             |                 | Kwassi Klutse          | Rassemblement du peuple togolais - RPT  | 1994    | 20 d'agost de 1996     | 21 de maig de 1999     | Étienne Eyadéma  |
|                                                             |                 | Eugene Koffi Adoboli   | Rassemblement du peuple togolais - RPT  | 1999    | 21 de maig de 1999     | 31 d'agost de 2000     | Étienne Eyadéma  |
|                                                             |                 | Agbéyomé Kodjo         | Rassemblement du peuple togolais - RPT  | 1999    | 31 d'agost de 2000     | 29 de juny de 2002     | Étienne Eyadéma  |
|                                                             |                 | Koffi Sama             | Rassemblement du peuple togolais - RPT  | 2002    | 29 de juny de 2002     | 9 de juny de 2005      | Étienne Eyadéma  |
| Faure Gnassingbé                                            |                 | Koffi Sama             | Rassemblement du peuple togolais - RPT  | 2002    | 29 de juny de 2002     | 9 de juny de 2005      |                  |
| Bonfoh Abass                                                |                 | Koffi Sama             | Rassemblement du peuple togolais - RPT  | 2002    | 29 de juny de 2002     | 9 de juny de 2005      |                  |
| Faure Gnassingbé                                            |                 | Koffi Sama             | Rassemblement du peuple togolais - RPT  | 2002    | 29 de juny de 2002     | 9 de juny de 2005      |                  |
|                                                             |                 | Edem Kodjo             | Convergence patriotique panafricaine    | 2002    | 9 de juny de 2005      | 20 de setembre de 2006 |                  |
|                                                             |                 | Yawovi Agboyibo        | Comite d'Action pour le Renouveau - CAR | 2002    | 20 de setembre de 2006 | 6 de desembre de 2007  |                  |
|                                                             |                 | Komlan Mally           | Rassemblement du peuple togolais - RPT  | 2007    | 6 de desembre de 2007  | 8 de setembre de 2008  |                  |
|                                                             |                 | Gilbert Houngbo        | Convergence patriotique panafricaine    |         | 8 de setembre de 2008  | 23 de juliol de 2012   |                  |
|                                                             |                 | Kwesi Ahoomey-Zunu     | senpartisa                              | 2013    | 23 de juliol de 2012   | 5 de juny de 2015      |                  |
|                                                             |                 | Komi Sélom Klassou     | Union pour la République - UNIR         |         | 5 de juny de 2015      | 25 de setembre de 2020 |                  |
|                                                             |                 | Victoire Tomegah Dogbé | Union pour la République - UNIR         |         | 28 de setembre de 2020 | actualitat             |                  |